# 生命之樹 (生物學)
生命之樹或稱宇宙生命之樹，是一種用來探索生命演化並描述生物之間關係（包括現存和已滅絕生物）的隱喻、概念模型和研究工具，正如查爾斯·達爾文在《物種起源》（1859年）一書中的段落所描述的那樣。
同類生物之間的親緣關係有時被比喻為一棵大樹。我相信這個比喻在很大程度上反映了真相。——查爾斯·達爾文 
樹狀圖起源於中世紀，用於表示系譜關係。進化意義上的系統發育樹圖可以追溯到19世紀中葉。
系統發育一詞用來指物種隨時間推移的演化關係，由恩斯特·海克爾創造，他在提出生命系統發育歷史方面比達爾文走得更遠。在現代用法中，“生命之樹”指的是以地球上最後一個共同祖先為根的綜合系統發育數據庫的編制。